# Mitchel Megginson
Mitch Megginson (Aberdeen, 27 luglio 1992) è un calciatore scozzese, attaccante del Cove Rangers.

## Caratteristiche tecniche
Centravanti, può giocare anche da ala destra.

## Carriera

### Club
In carriera ha giocato complessivamente 27 partite nella prima divisione scozzese.

### Nazionale
Ha giocato nelle nazionali giovanili scozzesi Under-17 ed Under-19.

## Palmarès

### Club

#### Competizioni nazionali
- Scottish League One: 1

Cove Rangers: 2021-2022
- Scottish League Two: 1

Cove Rangers: 2019-2020
- Highland Football League: 2

Cove Rangers: 2017-2018, 2018-2019

### Individuale
- Capocannoniere della Scottish League Two: 1

2019-2020 (24 reti)
- Capocannoniere della Scottish League One: 3

2020-2021 (14 reti), 2021-2022 (18 reti), 2024-2025 (13 reti)